# Poeciloxestia lanei
Poeciloxestia lanei là một loài bọ cánh cứng trong họ Cerambycidae.